# Niemiecki Wierch
Niemiecki Wierch (słow. Nemecký vrch, 842 m) – szczyt Gór Lubowelskich na Słowacji, w polskiej regionalizacji z 2018 r. Zaliczanych do Pogórza Popradzkiego.
Ma dwa wierzchołki, wyższy jest południowy. Wznosi się tuż po północno-wschodniej stronie nad Lubowlą, w bocznym grzbiecie odchodzącym na południe od Szerokiego Wierchu (884 m). Grzbiet ten na przełęczy Marmont rozgałęzia się: główny grzbiet poprzez bezleśne wzniesienie Hruba klada (803 m) biegnie w południowo-wschodnim kierunku aż do miejscowości Udol, oddzielając dolinę Popradu od doliny Lipnika, zaś Niemiecki Wierch tworzy krótszą południową odnogę. Ze stoków Niemieckiego Wierchu oprócz Lipnika spływa jeszcze potok Maslienka, oddzielający go od wzgórza Zamku Lubowelskiego i Chmelnický potok wcinający się pomiędzy Niemiecki Wierch a wzniesienie Hruba klada. Wszystkie są dopływami Popradu.
Niemiecki Wierch jest całkowicie porośnięty starym lasem jodłowym z wychodniami czerwonego piaskowca. Miejscami wiatrołomy. Prowadzi przez niego zielony szlak turystyczny, omija jednak jego wierzchołek, trawersując go po wschodniej stronie. Widokowy jest pokryty łąkami odcinek od Hrubej klady do Matysowej. Lepsze jednak widoki są z trawiastego i nieznakowanego grzbietu od Hrubej klady do Udoli.

## Szlaki turystyczne
– zielony: Lubowla – Hruba klada – Matysowa. 2 h